# Vom Bäumlein, das andere Blätter hat gewollt (Gedicht)
Vom Bäumlein, das andere Blätter hat gewollt ist ein Gedicht des deutschen Schriftstellers und Sprachgelehrten Friedrich Rückert. In 13 Strophen wird der Weg eines kleinen Nadelbaums geschildert, der in Selbstgesprächen als redendes Wesen auftritt.

## Inhalt und Wirkung
Friedrich Rückert (1788–1866) verfasste zu Weihnachten 1813 für seine jüngste Schwester Marie (1810–1835) Fünf Märlein zum Einschläfern für mein Schwesterlein. Vom Bäumlein ist das zweite dieser fünf Werke. Der Protagonist des Gedichts ist mit seinen naturgegebenen Nadeln unzufrieden und äußert verschiedene Änderungswünsche. Diese werden alle erfüllt und bewirken kurzzeitige Zufriedenheit, führen aber aufgrund äußerer Einwirkungen stets zu neuen Enttäuschungen. Goldene Blätter werden von einem umherziehenden „Juden“ eingesammelt, gläserne Blätter vom Wirbelwind zerschlagen und grüne Blätter von einer Geiß weggefressen. Schließlich bekommt das Bäumlein seine ursprünglichen Nadeln zurück und freut sich darüber, auch wenn es von den anderen Bäumen ausgelacht wird. Das Gedicht ist in einem kindergerechten Stil geschrieben, mit einigen dialektalen Wendungen („geh ’naus“ in der letzten Strophe).
Wegen des judenfeindlichen Inhaltes der vierten Strophe beschwerten sich in den 1960er Jahren jüdische Organisationen in West- und Süddeutschland gegen den Abdruck des Gedichtes in einem von der Bremer Kaffeefirma Eduscho an Kunden verteilten Märchen- und Gedichtbuch. Daraufhin wurden alle Eduscho-Filialleiter angewiesen, in den bei ihnen ausliegenden Werbegeschenken das Wort „Jude“ zu streichen. In heutigen Ausgaben wird „der Jude“ meist durch „der Räuber“ oder „ein Bauer“ ersetzt.

## Rezeption
- Im Jahr 1844 wurde das Gedicht von dem Komponisten Otto Thiesen für eine Singstimme mit Begleitung des Pianoforte vertont (Opus 14).
- Otto Mittler verfasste ein abgewandeltes Gedicht, das am 29. Mai 1932 im Simplicissimus abgedruckt wurde und bei dem er für die Blätter jeweils Zeitungen einsetzte (liberale Blätter in schwarz-rot-gold werden von Ullstein, Mosse eingesackt, nationale Hugenberg–Blätter werden von einem Hitlerwind und SA-Wetter hinweggefegt und völkische Blätter werden am Ende von der Geiß komplett aufgefressen).[4]
- Henry van Dyke fertigte eine freie Übersetzung des Gedichts unter dem Titel The foolish fir-tree.[5]
- Hans Gál vertonte das Gedicht 1916 in seinem Opus 2 für Altsolo, 6-stimmigen Frauenchor und kleines Orchester.[6]
- 1940 diente Vom Bäumlein als Vorlage für einen gleichnamigen antisemitischen, siebenminütigen Zeichentrick-Kurzfilm von Heinz Tischmeyer (Regie) und Hubert Schonger (Produktion). Dabei wird der „diebische Bösewicht durch die stereotype Karikatur eines Juden verkörpert“. Der Film war einer von mehreren Zeichentrickanimationsfilmen, die zu Propagandazwecken geschaffen und verbreitet wurden.[7]
- 1941 komponierte Armin Knab eine Märchenkantate für Vorsängerin, Jugendchor und Orchester.

## Ausgaben (Auswahl)
- Friedrich Rückert: Gesammelte Gedichte. Sauerländer, Frankfurt am Main 1843, S. 330 (books.google.ch).
- Friedrich Rückert: Fünf Mährlein zum Einschläfern für mein Schwesterlein – zum Christtag 1813. Neudruck 1933 (leopard.tu-braunschweig.de. Ursprünglich als Festgabe zum 50. Geburtstag von Karl Trüb vorgesehen, der jedoch vorher verstorben ist).
- Else Schwenk-Anger: Vom Bäumlein, das andere Blätter hat gewollt: ein Bilderbuch. ESA-Verlag, Alpirsbach 1988.
- Heinz Keller: Vom Bäumlein, das andere Blätter hat gewollt. Sonnenberg Presse, Winterthur 1997 (illustriert mit ganzseitigen Farbholzschnitten).